# Клод Девіс
Клод Девіс (англ. Claude Davis, нар. 6 березня 1979, Кінгстон) — ямайський футболіст, що грав на позиції захисника. Відомий за виступами в ямайському клубі «Газард Юнайтед», а також у низці англійських клубів, зокрема за клуби «Дербі Каунті», «Шеффілд Юнайтед» та «Крістал Пелес», грав також у складі національну збірну Ямайки, у складі якої був учасником трьох розіграшів Золотого кубку КОНКАКАФ.

## Клубна кар'єра
Клод Девіс народився у столиці Ямайки Кінгстоні. У дорослому футболі дебютував 1999 року виступами за команду «Газард Юнайтед», в якій грав протягом трьох років.
У 2003 році Клод Девіс став гравцем англійської команди Чемпіоншипу «Престон Норт-Енд», у який грав до 2006 року. У 2006 році Девіс став гравцем клубу Прем'єр-ліги «Шеффілд Юнайтед», в який грав протягом року.
У 2007 році Клод Девіс став гравцем іншого клубу англійської Прем'єр-ліги «Дербі Каунті», щоправда за підсумками сезону команда зайняла останнє місце в першості, тому наступний сезон футболіст грав у складі «Дербі Каунті» в Чемпіоншипі.
У 2009 році Клод Девіс уклав контракт з клубом Чемпіоншипу «Крістал Пелес», у складі якого грав протягом трьох сезонів. У 2011 році футболіст перейшов до складу команди четвертого англійського дивізіону «Кроулі Таун», з якою за підсумками сезону піднявся до третього дивізіону. Після півроку виступів у складі «Кроулі Таун» в третьому дивізіоні, Девіс перейшов до складу команди четвертого англійського дивізіону «Ротергем Юнайтед», у якій виступав до 2014 року, після чого завершив виступи на футбольних полях.

## Виступи за збірну
2000 року дебютував в офіційних матчах у складі національної збірної Ямайки. У складі збірної був учасником розіграшу Золотого кубка КОНКАКАФ 2003 року у США і Мексиці, розіграшу Золотого кубка КОНКАКАФ 2005 року у США, розіграшу Золотого кубка КОНКАКАФ 2009 року у США, на яких ямайська збірна успіхів не досягала.
Загалом протягом кар'єри у національній команді, яка тривала 13 років, провів у її формі 65 матчів, забивши 2 голи.